# هوم (واشینگتن)
هوم (به انگلیسی: Home) یک منطقهٔ مسکونی در ایالات متحده آمریکا است که در شهرستان پیرس، واشینگتن واقع شده‌است. هوم ۱٬۳۷۷ نفر جمعیت دارد.